# Aicardo de Jesús Agudelo
Aicardo de Jesús Agudelo Rodríguez conocido como alias El Paisa (San Jerónimo, 13 de marzo de 1956 - Murindó 20 de septiembre de 2008) fue un guerrillero colombiano. Pertenecía a la guerrilla de las Fuerzas Armadas Revolucionarias de Colombia - Ejército del Pueblo (FARC-EP).
El alias El Paisa fue usado también por Hernán Darío Velásquez comandante de la Columna Móvil Teófilo Forero y posteriormente de las Disidencias de las FARC-EP.

## Biografía
Nació en San Jerónimo (Antioquia). Ingresó a las FARC-EP en los años 80, militando primero en el Frente 5 y luego pasó al Frente 34, comandó un ataque al Ejército Nacional el 26 de agosto de 1988 en Tamborales (Risaralda), donde murieron varios militares. Estuvo preso por rebelión en la Cárcel de Bellavista entre 1996 y 1997.
El 21 de abril de 2002 ordenó el secuestro del gobernador de Antioquia Guillermo Gaviria Correa, y su asesor de paz, el exministro Gilberto Echeverri Mejía y, posteriormente, su asesinato un año después, el 5 de mayo de 2003, durante una fallida operación de rescate. Junto a los políticos se encontraban secuestrados, y también fueron asesinados por órdenes del "Paisa", el teniente de infantería Alejandro Ledesma Ortiz; teniente del Ejército Nacional Wagner Harvey Tapias Torres; sargento viceprimero Héctor Ducuara Segura; el cabo segundo Yersinio Navarrete Sánchez; y los cabos primeros Mario Alberto Marín Franco, José Gregorio Peña Guarnizo, Francisco Manuel Negrete Mendoza y Samuel Ernesto Cote Cote.
Fueron rescatados heridos el sargento Heriberto Aranguren González y el cabo primero de infantería Agenor Viéllard Hernández, y resultó ileso el sargento primero Pedro José Guarnizo Ovalle. 
También se le atribuyó el asesinato, en 1991, de Gabriela White de Vélez. y el secuestro de dos conductores en la vía al mar, entre Dabeiba y Mutatá, en el Urabá antioqueño, en 2008.
Asimismo, habría planeado y participado en las tomas guerrilleras a los municipios de Peque (8 de junio de 1994), Giraldo, Ituango, Urrao, Caicedo (13 de mayo de 1995) todas en Antioquia.

## Condenas
Sería responsable de al menos 400 plagios, tenía 15 procesos judiciales y varias condenas, por los delitos de homicidio, secuestro, extorsión y rebelión y una orden internacional por delitos de lesa humanidad.
Por la muerte del exgobernador, su asesor de paz y los militares, fue condenado junto con el Secretariado de las FARC-EP, a 40 años de prisión.

## Muerte
Fue abatido en un bombardeo de la Fuerza Aérea Colombiana en campamentos del Frente 34 de las FARC-EP, y su cuerpo fue reconocido por Comandos Jungla de la Policía Nacional.